# Eximia colorata
Eximia colorata là một loài bọ cánh cứng trong họ Cerambycidae.